# Steuermann Holk
Steuermann Holk è un film muto del 1920 diretto da Rochus Gliese e Ludwig Wolff.

## Trama
Steuermann Holk è un ruvido lupo di mare amburghese che però si lascia intenerire dall'amore. Per un disguido, la lettera inviata alla ragazza che ama, non arriva mai e lei sposa un altro. Il marinaio sposa una prostituta ma lei lo tradisce e gli rovina la vita, Finisce che lui la strangola. Quando esce di prigione, Steuermann Holk incontra la ragazza di cui era stato innamorato ma ormai lei non gli appartiene più e a lui non resta altro che il mare.

## Produzione
Il film fu prodotto dalla Maxim-Film Ges. Ebner & Co (Berlin) e venne girato nei Maxim-Film- Atelier, Blücherstraße di Berlino.

## Distribuzione
Distribuito dalla Universum Film (UFA) e con il visto di censura B.00727 del 10 novembre, uscì nelle sale cinematografiche tedesche dopo essere stato presentato a Berlino il 14 novembre 1920. In Finlandia, fu distribuito il 14 marzo 1921 e in Danimarca il 2 giugno di quell'anno con il titolo Styrmand Holk.